# محمد حسن (سیاستمدار)
داتو سری اوتاما حاجی محمد بن حسن (به جاوه‌ای: محمد بن حسن)؛ (زاده ۲ مه ۱۹۵۶) معروف به توک مت (Tok Mat) یا مت حسن، یک سیاستمدار مالزیایی است که از ماه دسامبر ۲۰۲۳، به عنوان وزیر امور خارجه در قوه مجریه تحت نخست‌وزیری انور ابراهیم مشغول انجام وظیفه است. او از ماه دسامبر ۲۰۲۲ تا دسامبر ۲۰۲۳ به عنوان وزیر دفاع در دولت به زمامداری حزب پاکاتان هاراپان (PH) در زمان نخست‌وزیری انور ابراهیم خدمت کرد. او همچنین از ماه ژوئن ۲۰۱۸ به عنوان معاون رئیس ائتلاف باریسان ناسیونال (BN) و معاون رئیس آمنو (UMNO)، از ماه نوامبر ۲۰۲۲ نماینده پارلمان (MP) از حوزه انتخاباتی رمبائو و همچنین از ماه مارس ۲۰۰۴ تا فوریه ۲۰۱۹ و دوباره از آوریل ۲۰۱۹، از حوزه انتخابیه رنتائو عضو مجلس قانونگذاری ایالتی نگری سمبیلان (MLA) بوده است. او از ماه مارس ۲۰۰۴ تا مه ۲۰۱۸ به عنوان دهمین منتری بسار نگری سمبیلان، از ژوئیه ۲۰۱۸ تا فوریه ۲۰۱۹ و دوباره از آوریل ۲۰۱۹ تا ژوئیه ۲۰۲۳ رهبر اپوزیسیون در ایالت نگری سمبیلان خدمت کرد. او همچنین رئیس ائتلاف باریسان ناسیونال (BN) و آمنو (UMNO) در ایالت نگری سمبیلان بود.